# Església dels Sants Borís i Gleb
L' Església de Borís i Gleb  (en rus, Церковь Бориса и Глеба) és una església situada a Kideksha (Rússia), al costat del riu Nerl. Forma part del lloc Patrimoni de la Humanitat de la UNESCO denominat Monuments Blancs de Vladímir i Súzdal, amb el codi d'identificació  633-008 , juntament amb altres set monuments medievals ubicats a Vladímir i els seus voltants. Pertany als monuments de l'Anell d'Or de Rússia.
Va ser construïda el 1152, per ordre del príncep Yuri Dolgoruki, «en el lloc on havia estat el campament de sant Borís».Probablement va formar part del complex principesc de fusta, però només es va usar per Dolgoruki durant uns pocs anys abans que marxés per esdevenir gran príncep de Kíev el 1155. El poble, a 4 quilòmetres a l'est de Súzdal, era una ciutat important abans de ser destruïda pels mongols amb el que va declinar.
L'església, construïda en pedra calcària probablement per arquitectes de Galitzia, és una església amb tres absis si quatre pilastres. És una de les esglésies més antigues del districte i una de les poques esglésies construïdes per Dolgoruki que encara romanen en peu. Conserva fragments de frescos que es remunten al segle xii. En l'època medieval hi va haver un monestir i era llavors una església parroquial. L'edifici ha estat significativament alterat al llarg dels segles. Va perdre la seva volta i cúpula originals (la coberta actual i la petita cúpula daten del segle XVII) i els absis es creu que són la meitat de la seva altura original (les seves parts superiors es van perdre també juntament amb la teulada), es va afegir un porxo a l'segle xix.
L'església, juntament amb altres estructures construïdes al voltant d'ella en segles posteriors, principalment l'església de Sant Esteve i el campanar, apareixen en la moneda commemorativa de plata de tres rubles encunyada per la seca de Sant Petersburg el 2002.